# Potamilus capax
Potamilus capax är en musselart som först beskrevs av Green 1832.  Potamilus capax ingår i släktet Potamilus och familjen målarmusslor. IUCN kategoriserar arten globalt som sårbar. Inga underarter finns listade i Catalogue of Life.